# Mbo (langue du Cameroun)
Pour les articles homonymes, voir Mbo.
Le mbo, aussi appelé mboó ou sambo, est une langue bantoue parlée dans plusieurs régions du Cameroun : celle du Littoral dans le département du Moungo dans les arrondissements de Nkongsamba et Melong ; celle de l'Ouest dans le département de la Menoua, l'arrondissement de Santchou, dans le département du Haut-Nkam, l'arrondissement de Kekem, dans le département du Noun, la région frontalière au nord-ouest de Nkongsamba, la plaine des Mbo et celle du Sud-Ouest, dans le département de la Meme et du Fako. 
En 1995, le nombre de locuteurs était estimé à 45 000. C'est une langue considérée comme menacée (statut 6b).

## Écriture
| a | b | ɓ | d | e | ɛ | g | h | i | j | k | l | m | n | ny | ŋ | o | ɔ | p | s | sh | t | u | w | y | z | ’ |

L’alphabet mbo a été développée avec le parler de Nkongsamba (le ɓaneka) comme référence, suivant les règles de l’Alphabet général des langues camerounaises.